# Youzha (köpinghuvudort i Kina, Yunnan Sheng, lat 24,47, long 103,27)
Youzha (kinesiska: 油榨) är en köpinghuvudort i Kina. Den ligger i provinsen Yunnan, i den sydvästra delen av landet, omkring 90 kilometer sydost om provinshuvudstaden Kunming. Antalet invånare är 27 425. Befolkningen består av 13 155 kvinnor och 14 270 män. Barn under 15 år utgör 18,0 %, vuxna 15-64 år 72 %, och äldre över 65 år 8,0 %.
Runt Youzha är det ganska tätbefolkat, med 134 invånare per kvadratkilometer. Närmaste större samhälle är Miyang, 18,3 km öster om Youzha. I omgivningarna runt Youzha växer i huvudsak blandskog.
Genomsnittlig årsnederbörd är 1 039 millimeter. Den regnigaste månaden är juni, med i genomsnitt 228 mm nederbörd, och den torraste är januari, med 14 mm nederbörd.